# Viktorija Žemaitytė
Viktorija Žemaityte (ur. 11 marca 1985 w Kownie) – litewska lekkoatletka, reprezentantka Litwy w siedmioboju na igrzyskach olimpijskich w Pekinie (2008).
Podczas zawodów olimpijskich pobiła swój rekord życiowy w pchnięciu kulą (14,01) oraz wyrównała w biegu na 200 metrów, jednak podczas pierwszej konkurencji drugiego dnia - skoku w dal spaliła wszystkie swoje próby w wyniku czego wycofała się z dalszej rywalizacji i nie została sklasyfikowana. Szósta zawodniczka Halowych Mistrzostw Europy w Lekkoatletyce (pięciobój lekkoatletyczny, Turyn 2009).
Ma na koncie znaczące sukcesy w różnych kategoriach wiekowych, m.in. srebrny medal Mistrzostw Świata Juniorów w Lekkoatletyce (Grosseto 2004), złoto Młodzieżowych Mistrzostw Europy w Lekkoatletyce (Debreczyn 2007) a także złoty medal Uniwersjady (Bangkok 2007).

## Rekordy życiowe
- siedmiobój lekkoatletyczny - 6219 pkt. (2007)
- pięciobój lekkoatletyczny (hala) - 4516 pkt. (2009)